# Catterick Garrison
Catterick Garrison è una base militare di 12.000 abitanti nella contea del North Yorkshire, in Inghilterra, situata vicino al villaggio di Catterick.